# 宮川伸
宮川 伸（みやかわ しん、1970年6月29日 - ）は、日本の政治家、生物学者。立憲民主党所属の衆議院議員（2期）。日本学術振興会特別研究員、レンセラー工科大学博士研究員、東京大学医科学研究所学術研究支援員、リボミック代表取締役社長を歴任。

## 来歴・人物
岐阜県岐阜市に生まれる。千葉市立柏台小学校、船橋市立習志野台中学校、千葉県立千葉東高等学校卒業。1994年3月、東京工業大学無機材料工学科卒業。1997年日本学術振興会特別研究員。1999年、同大学大学院博士課程修了、博士（理学）。大学院時代は澤岡昭の下で生命の起原の研究に従事。核酸塩基をプラズマ発生装置を用いて作製することに成功する。同年、カリフォルニア大学サンディエゴ校に留学。
2001年レンセラー工科大学博士研究員。2003年、東京大学医科学研究所で学術研究支援員として1本鎖RNAを使った核酸医薬の研究に取り組む。2005年、指導教授の中村義一がファウンダーとなった株式会社リボミックの創業に参画し40万株強を保有。同年、同社取締役研究部長。2006年同社代表取締役社長。2007年退任。2011年同社代表取締役社長。2012年同社取締役執行役員探索研究部長。
2016年3月15日、民主党から次期衆院選千葉13区の公認内定を受ける。
同月に民主党は民進党に移行。しかし、2017年10月の第48回衆議院議員総選挙では同党の合流先である希望の党は同選挙区に水野智彦元衆議院議員の擁立を発表した。宮川は「憲法違反の安保法制は認められない。小池百合子代表が示す『踏み絵』を踏むつもりはない」と述べ、立憲民主党から出馬することを表明した。
2017年10月22日の衆院選において、千葉13区は自由民主党の白須賀貴樹が当選、宮川は次点だったが比例復活により初当選した（惜敗率61.7%）。希望の党の水野は3位で落選した。
2020年に発表された所得等報告書において、2019年の所得は7850万円で野党議員では一番の所得とされた。9月、新立憲民主党の結党に参加。
2021年10月31日、第49回衆議院議員総選挙では小選挙区で落選し、前回より惜敗率を伸ばしたものの比例復活もならず落選した。
2024年10月27日、第50回衆議院議員総選挙では小選挙区で落選したものの比例復活し2選。

## 政策
- アベノミクスを、どちらかと言えば評価しない[18]
- 安全保障関連法の成立を評価しない[18]
- 安倍内閣による北朝鮮問題への取り組みを。どちらかと言えば評価しない[18]
- 共謀罪法成立を評価しない[18]
- 安倍内閣による森友学園問題・加計学園問題への対応を評価しない[18]
- 選択的夫婦別姓の導入に賛成[18]
- 消費税10%への増税に、どちらかと言えば反対[18]
- 受動喫煙防止を目的に飲食店等の建物内を原則禁煙とする健康増進法改正に賛成[19]。

## 選挙
| 当落 | 選挙                   | 執行日         | 年齢 | 選挙区       | 政党       | 得票数    | 得票率 | 定数 | 得票順位 /候補者数 | 政党内比例順位 /政党当選者数 |
| ---- | ---------------------- | -------------- | ---- | ------------ | ---------- | --------- | ------ | ---- | ------------------ | ---------------------------- |
| 比当 | 第48回衆議院議員総選挙 | 2017年10月22日 | 47   | 千葉県第13区 | 立憲民主党 | 5万7431票 | 28.28% | 1    | 2/4                | 4/5                          |
| 落   | 第49回衆議院議員総選挙 | 2021年10月31日 | 51   | 千葉県第13区 | 立憲民主党 | 7万9687票 | 35.83% | 1    | 2/3                | 7/5                          |
| 比当 | 第50回衆議院議員総選挙 | 2024年10月27日 | 54   | 千葉県第13区 | 立憲民主党 | 9万2501票 | 42.16% | 1    | 2/4                | 3/6                          |